# Geneviève Lacasse
Geneviève Lacasse (* 5. Mai 1989 in Montréal, Québec) ist eine ehemalige kanadische Eishockeytorhüterin, die über viele Jahre in der CWHL für die Boston Blades, Calgary Inferno und die  Les Canadiennes de Montréal aktiv war. Zwischen 2012 und 2019 war sie Mitglied der kanadischen Nationalmannschaft und ist Olympiasiegerin und Weltmeisterin. Ihre Ehefrau Emerance Maschmeyer ist ebenfalls Eishockeytorhüterin.

## Karriere
Geneviève Lacasse begann im Alter von acht Jahren mit dem Eishockeysport. Ihr älterer Bruder und seine Freunde stellten sie beim Streethockey immer ins Tor, sodass sie auch beim Eishockey diese Position wählte. Sie wuchs in Kingston auf und gewann 2005 mit den Kingston Ice Wolves die  Bronzemedaille bei den OWHA-Provinzmeisterschaften (Midget AA). In der Saison 2007/08 erreichte sie mit der Jugendmannschaft der Detroit Little Caesars das Finale um die nationale US-Meisterschaft (Midget AAA) und gewann die Silbermedaille. 2008 begann sie ein Studium am Providence College und spielte parallel dazu für die Providence Friars, der Fraueneishockeymannschaft des Colleges, in der Hockey East, einer Liga der NCAA. Am Ende ihres ersten Jahres wurde sie Rookie of the Year der Hockey East ausgezeichnet und in das All-Rookie-Team der Liga berufen. In ihrem letzten Collegejahr war sie Mannschaftskapitänin und wurde in das Hockey East Second All-Star-Team berufen. Sie beendete ihre Zeit am College mit einem Abschluss im Bereich Marketing. In insgesamt vier Spieljahren für die Friars stellte sie neue Rekorde für die meisten Siege (64), die meisten Spiele (127), die meisten Saves (3482) und die meisten Shutouts (20) auf.

### CWHL und PWHPA

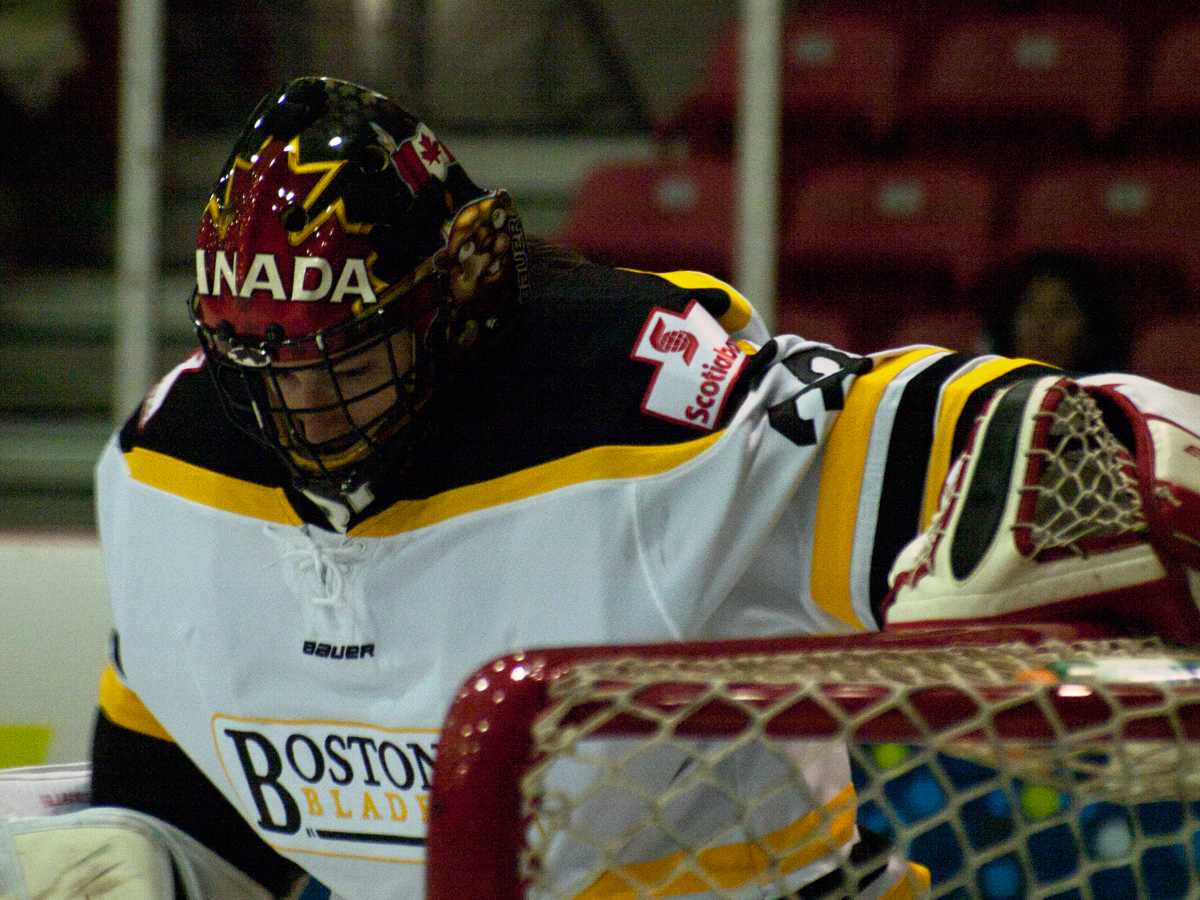
Geneviève Lacasse im Trikot der Boston Blades (2015)

Im Sommer 2012 wurde sie beim CHWL Draft an neunter Stelle von den Boston Blades aus der Canadian Women’s Hockey League ausgewählt und anschließend von diesen verpflichtet. In ihrem Rookie-Jahr, der Saison 2012/13, gewann sie mit den Blades den Titel in der regulären Saison sowie den Clarkson Cup. Lacasse hatte großen Anteil an diesem Erfolg, da sie die CWHL in sechs Torhüter-Statistiken anführte und folgerichtig als CWHL-Torhüterin des Jahres ausgezeichnet wurde. Zwei Jahre später gewann Lacasse mit den Boston Blades ihren zweiten Clarkson Cup. Parallel zu ihrer Karriere in der CWHL studierte sie weiter am Providence College und erhielt im Mai 2015 ihren MBA in Marketing.
In der Saison 2015/16 führte sie die CWHL in den Kategorien gehaltene Schüsse und gespielte Minuten an. Im August 2016 wurde Lacasse von den Blades an die Calgary Inferno abgegeben und erreichte 2017 mit den Inferno das Finale um den Clarkson Cup. Zudem gehörte sie erneut zu den statistisch besten Torhüterinnen der CWHL bezüglich Gegentorschnitt (2,00) und Fangquote (92,1 %). Während der Saison 2017/18 pausierte sie vom Spielbetrieb in der CWHL und bereitete sich zentralisiert mit Hockey Canada auf die Olympischen Winterspiele 2018 vor.
Im Juli 2018 wurde Lacasse zusammen mit Jill Saulnier an die Les Canadiennes de Montréal abgegeben.
Im Sommer 2019 wurde die CWHL aufgelöst und Lacasse entschied sich für einen Beitritt zur Professional Women’s Hockey Players Association. In den folgenden vier Jahren spielte sie im Rahmen von Promotionsspielen (unter anderem der Dream Gap Tour) für das Montreal-Charter der PWHPA.
Im Sommer 2023 entschied sie sich, sich nicht für den PWHL Draft 2023 zu registrieren und ihre aktive Karriere zu beenden. Sie gehört seither dem Management der Professional Women’s Hockey League an.

### International
Lacasse war ab 2009 Teil des kanadischen Nationalteams, zunächst im U22-Development-Kader. Im Vorfeld der Weltmeisterschaft 2012 wurde sie erstmals für einen Weltmeisterschaftskader nominiert, war jedoch nur dritte Torhüterin hinter Charline Labonté sowie Shannon Szabados und blieb daher ohne Einsatz. Dennoch gewann sie am Ende des Turniers die Goldmedaille. Ein jahr später, bei der Weltmeisterschaft 2013, war sie erneut dritte Torhüterin, blieb ohne Einsatz und belegte mit dem Team Canada den zweiten Platz. Gleiches wiederholte sich bei den Olympischen Winterspielen 2014, als sie für das Vorrundenspiel gegen Finnland auf der Bank saß, jedoch nicht zum Einsatz kam. Am Turnierende gewann sie mit dem Nationalteam die Goldmedaille.
Ihre ersten Spielminuten bei einem großen internationalen Turnier absolvierte sie bei der Weltmeisterschaft 2015, als sie sich die Torwartposition mit Ann-Renée Desbiens teilte, in drei Spielen zum Einsatz kam und die Silbermedaille gewann. Zwei Jahre später, beim WM-Turnier 2017, war sie abermals Ersatztorhüterin von Shannon Szabados und absolvierte knapp über 30 Spielminuten, als Kanada eine weitere Silbermedaille gewann. Nach der gemeinsamen Olympiavorbereitung in der Saison 2017/18 nahm Lacasse an den Olympischen Winterspielen in Pyeongchang teil und erreichte beim 2:1-Vorrundensieg über die USA ihren ersten Sieg bei einem olympischen Eishockeyturnier. Ihr letztes internationales Turnier war die Weltmeisterschaft 2019, bei der sie 120 Spielminuten absolvierte, zwei Spiele gewann und letztlich mit der kanadischen Auswahl die Bronzemedaille gewann.

## Erfolge und Auszeichnungen
- 2009 Hockey East Rookie of the Year
- 2009 Hockey East All-Rookie-Team
- 2012 Hockey East Second All-Star-Team

### CWHL
- 2013 Clarkson-Cup-Gewinn mit den Boston Blades
- 2013 Torhüterin des Jahres der CWHL
- 2013 First All-Star-Team und All-Rookie Team der CWHL
- 2015 Clarkson-Cup-Gewinn mit den Boston Blades
- 2015 Second All-Star Team der CWHL

### International
| - 2012 Goldmedaille bei der Weltmeisterschaft - 2013 Silbermedaille bei der Weltmeisterschaft - 2014 Goldmedaille bei den Olympischen Winterspielen - 2015 Silbermedaille bei der Weltmeisterschaft | - 2017 Silbermedaille bei der Weltmeisterschaft - 2018 Silbermedaille bei den Olympischen Winterspielen - 2019 Bronzemedaille bei der Weltmeisterschaft |

## Karrierestatistik
(Legende zur Torhüterstatistik: GP oder Sp = Spiele insgesamt; W oder S = Siege; L oder N = Niederlagen; T oder U oder OT = Unentschieden oder Overtime- bzw. Shootout-Niederlage; Min. = Minuten; SOG oder SaT = Schüsse aufs Tor; GA oder GT = Gegentore; SO = Shutouts; GAA oder GTS = Gegentorschnitt; Sv% oder SVS% = Fangquote; EN = Empty Net Goal; 1 Play-downs/Relegation; Kursiv: Statistik nicht vollständig)

## Privates
Seit 2023 ist sie mit Emerance Maschmeyer, ebenfalls kanadische Eishockeynationaltorhüterin, verheiratet.